# Jean Andrivet
Jean Marcel Andrivet, né le 11 juillet 1899 à Laval (Mayenne) et mort le 12 avril 1976 à Sucy-en-Brie (Val-de-Marne), est un mécanicien automobile, pilote d'essai automobile et judoka français, et l’un des pionniers (4e ceinture noire en France) de cette discipline dans le pays entre les années 1930 et 1950. 
Il a été notamment, de 1947 à 1952, le 1er président du Collège des ceintures noires.

## Biographie

### Origines et premières années
Il est le fils de Jean Andrivet (1868-1919), commerçant à La Flèche dans le département de la Sarthe et de Berthe Laparra (1875-1954), couturière.
À Laval, après avoir été placé dans une famille nourricière, il suit, à partir de l'âge de six ans, toute sa scolarité dans un des pensionnats religieux avec son frère Maurice, son aîné de deux ans.
En 1917, il devance l'appel et décide de s'engager dans la Marine nationale pour une durée de trois ans. Il fait ses classes à Toulon (Var) et est amené à combattre aux Dardanelles (Turquie) puis à Salonique en Grèce.
Il est démobilisé en 1920.

### Mécanique automobile
Passionné par la mécanique et l'automobile, il a pour ambition d'acquérir un garage. Mais auparavant, souhaitant se perfectionner en anglais, il prend une année sabbatique pour aller vivre une année en Grande-Bretagne. C'est là qu'il fait la connaissance, en 1921, de sa future épouse Madeleine Mouchet (1898-1977), petite-fille du pédagogue Jean-François Nicot, fille du pédagogue Gaston Mouchet et sœur du linguiste ethnologue Jean Mouchet. Avant leur mariage, sa future épouse travaille à la Société générale de 1917 à 1918 puis de 1920 à 1923. Entre 1918 et 1920, munie du brevet supérieur, elle enseigne comme institutrice. Ils se marient en 1923 à Paris. Leur union durera jusqu'en 1947 de laquelle naîtront quatre enfants : Jacques (1923-1989), Monique (1925-2018), Michèle (1929-2022) et Patrick (1930-2017).
Son premier emploi, dans les années 1920, consiste à mettre au point des moteurs automobiles pour l'entreprise Renault dans laquelle il est également pilote d'essai.
En 1927, grâce à un prêt consenti par deux de ses oncles, il réalise son rêve en faisant l'acquisition de son propre garage, 40 rue d'Alleray dans le 15e arrondissement de Paris.
En 1930, étant parvenu à faire de ce 1er garage, une entreprise prometteuse, il décide de le vendre pour en acquérir un plus grand et mieux situé, au 22, rue Sainte-Croix-de-la-Bretonnerie : Le Grand Garage de La Bretonnerie dans le 4e arrondissement de Paris.
En août 1940, après s'être rendu en automobile à Royan pour venir chercher sa famille et la raccompagner à leur domicile de Suresnes (Hauts-de-Seine),  il est réquisitionné et pris comme otage toute une nuit par l'occupant pour surveiller une voie de chemin de fer afin de prévenir une éventuelle action de groupes de résistants. La même année, son garage est réquisitionné par l'armée d'occupation ce qui mettra un terme à sa carrière de garagiste et de mécanicien. Jean Andrivet procédera à la vente de son garage en 1949, pour se consacrer entièrement à pratique et à l'enseignement du judo. Les activités de cette entreprise ont subsisté jusqu'en 2006 sous la même dénomination.

### Pionnier du judo

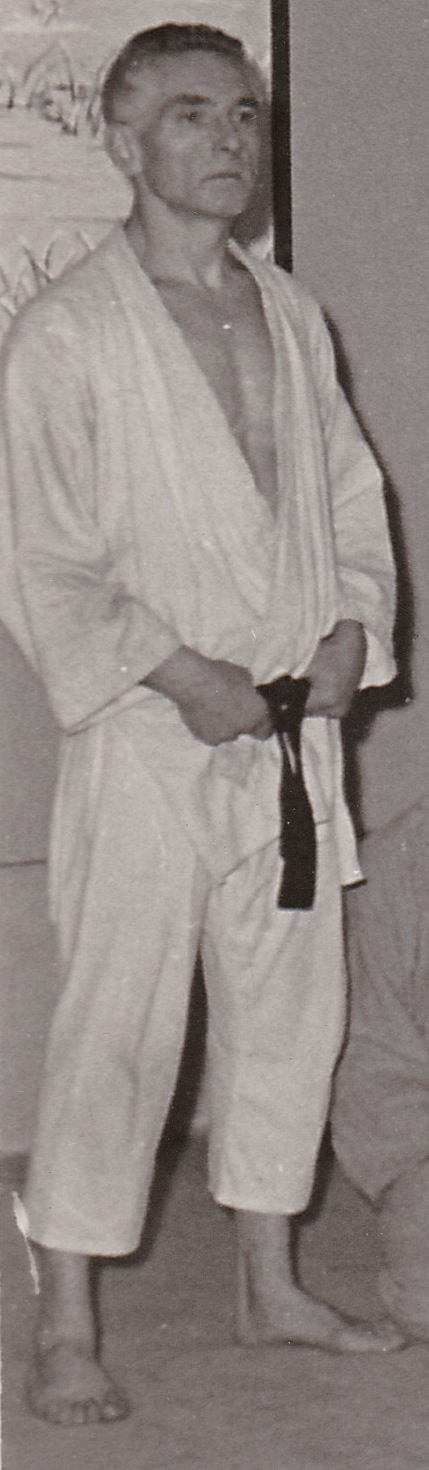
Jean Andrivet professeur de judo

Parallèlement à son métier de garagiste, Jean Andrivet commence la pratique du judo en 1938, avec le maître Mikinosuke Kawaishi, arrivé en France en 1935, à la suite de la création du Jiu-Jitsu Club de France par Paul Bonét-Maury et Moshe Feldenkrais le 20 septembre 1936 (après sa fusion avec le Club Franco-Japonais de la rue Beaubourg créé trois mois plus tôt). Le club est situé au siège de l’École spéciale des travaux publics - ESTP (aujourd'hui l'École spéciale des travaux publics, du bâtiment et de l'industrie), 1, rue Thénard à Paris (5e arrondissement). Il compte à cette époque une cinquantaine de pratiquants. Le président d'honneur du club est Jigoro Kano, le créateur du judo kodokan.
Au temps des pionniers, la pratique du ju-jitsu, comme on l'appelle encore à l'époque, est plus considérée comme une « école de vie » que comme un véritable sport.

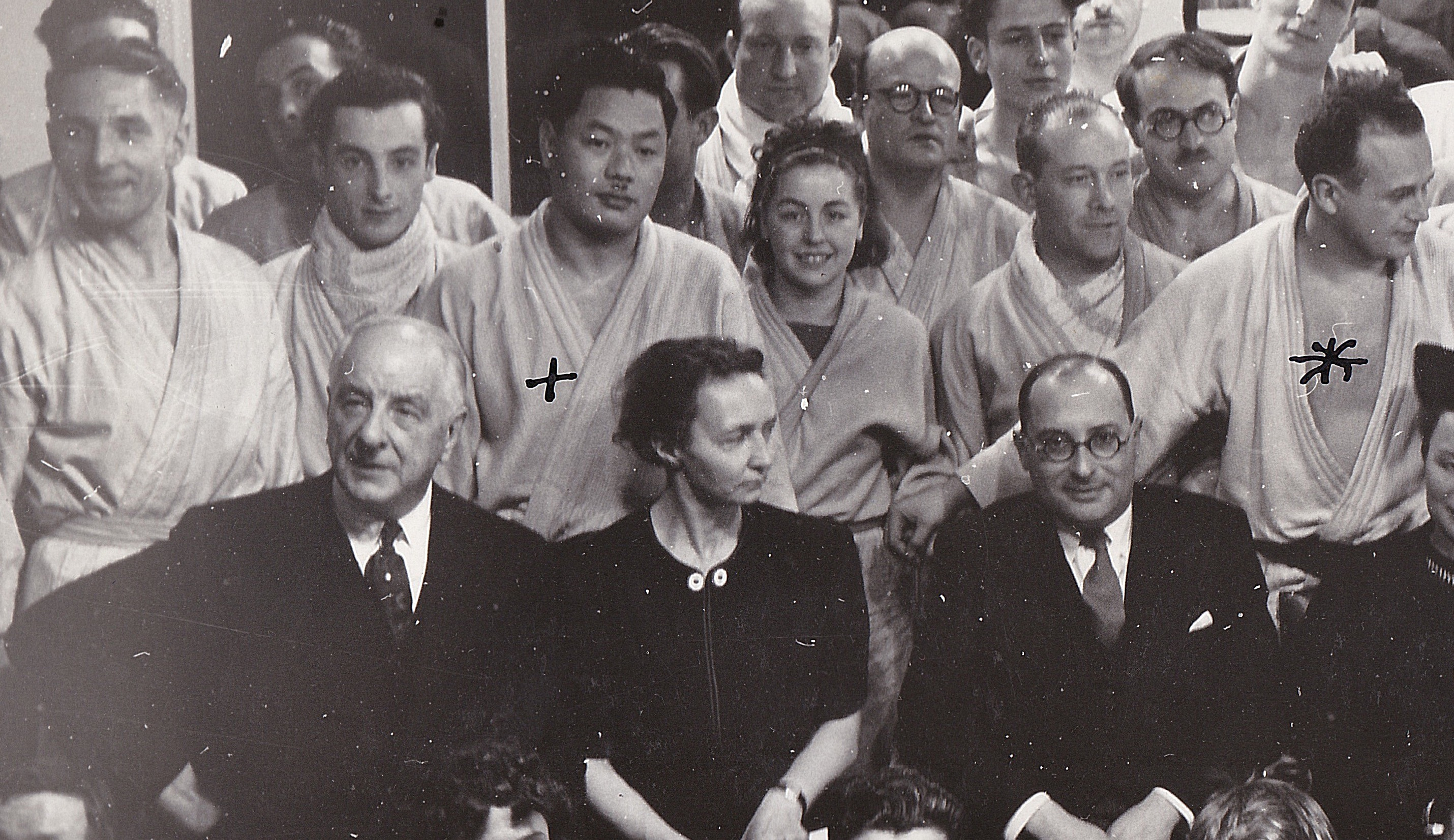
Séance de présentation de Jiu-Jitsu du 10 février 1939. Rang 1 de G à D : Charles Faroux, Irène Joliot-Curie, Jean Zay. Rang 2 de G à D : Jean Andrivet, Mikinosuke Kawaishi et Moshe Feldenkrais

C'est là qu'il participe, le 10 février 1939, avec l'ensemble des autres pionniers du judo français, à la fameuse séance de présentation organisée par Feldenkrais, soirée présidée par Jean Zay, ministre de l’Éducation nationale en présence de Frédéric Joliot-Curie (lui-même judoka), Irène Joliot-Curie, Léon Eyrolles le directeur-fondateur de l'ESTP et Charles Faroux, président du Jiu-Jitsu Club de France et créateur des 24 Heures du Mans en 1923. C’est lors de cette soirée que Feldenkrais obtient la première ceinture noire jamais décernée en judo en France.
Cet évènement, au cours duquel de nombreux journalistes sont présents, contribue notamment à la promotion et au développement de la discipline par la suite. En 1945, le judo compte 5 000 pratiquants en France. Dix ans plus tard, en 1955, le nombre de licenciés est de 22 000.
Après le départ de Feldenkrais pour la Grande Bretagne, le 10 juin 1940, le club déménage, en septembre de la même année, au 10 bis rue du Sommerard, toujours dans le 5e arrondissement de Paris où il restera durant toute la guerre.
Jean Andrivet obtient sa ceinture orange en 1939 et sa ceinture bleue en 1940.

### Ceinture noire
Jean Andrivet est officiellement le quatrième Français (en fait le 8e) à obtenir sa ceinture noire de judo, après Maurice Cottreau (1), Jean de Herdt (1 bis), Paul Bonét-Maury (2) et Charles Malaisé (3). Elle lui est décernée en 1942 par maître Mikinosuke Kawaishi. 

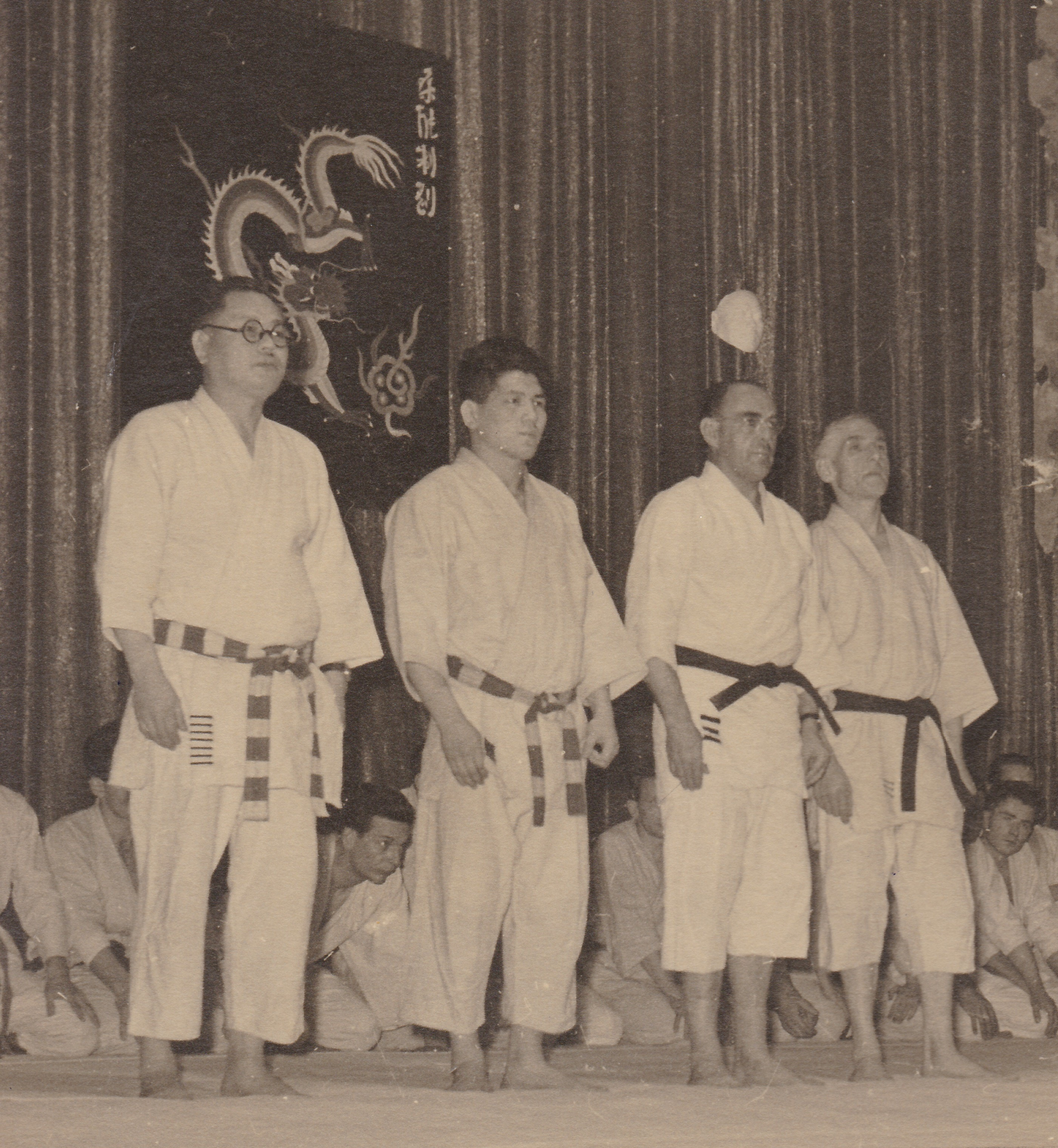
Tournée de promotion en avril 1950 à Oujda (Maroc) avec de G. à D.: Mikinosuke Kawaishi, Shozo Awazu, P. Bonet-Maury et J. Andrivet

Peu avant la fin de la Seconde Guerre mondiale, en 1943, André Mercier, qui deviendra plus tard le président du Syndicat national des professeurs de judo, crée, rue Mesnil à Paris 16e arrondissement, le 2e club de judo issu du Jiu-Jitsu-Club de France (après celui de Jean de Herdt : le Ju-jitsu-Club d'Asnières créé en 1942) : le Cercle Sportif de Jiu-Jitsu, et propose à Andrivet, désormais 2e Dan, d'en être le professeur car Mercier affirmait apprécier le savoir-faire et « l'esprit Judo » de celui-ci.
En 1943, à l'appel de Jean de Herdt, nommé directeur technique de la section judo de la Fédération française de lutte, Jean Andrivet, Paul Bonét-Maury et Jean Beaujean intégreront la première commission des grades, instance chargée d'organiser les examens au niveau national.
Fin juillet 1944, Mikinosuke Kawaishi est contraint de retourner au Japon en raison de l'approche des troupes alliées et confie la direction du club à Beaujean et de Herdt.
C'est dans le club de la rue Mesnil qu'Andrivet initiera au judo l’artiste-peintre Pierre Roussel, qui sera plus tard son assistant et deviendra ensuite champion de France junior et président du Conseil supérieur de l’ordre des professeurs de Judo.
Guy Verrier sera également son élève avant d'être champion de France (1948) et d’Europe de judo par équipes et individuels toutes catégories (1952) et de devenir par la suite pilote d’essai automobile et de rallyes puis directeur de la Fédération française du sport automobile. 
Celui-ci affirme, dans le livre Les Pionniers du judo français de Claude Thibault, que c'est grâce à Jean Andrivet, qui le prit en main, qu'il acquit le goût de la compétition.
À la même époque, Andrivet est également directeur technique au Judo-Racing-Club de France de la rue Eblé, dans le 7e arrondissement de Paris.
D'abord président du Cercle Sportif de Jiu-Jitsu, André Mercier en deviendra à son tour le professeur au départ de Jean Andrivet quand celui-ci, en 1948, sera nommé responsable du Judo-Club Champerret, boulevard Berthier à Paris, 17e arrondissement, club créé en 1946 par Georges London. Il sera aidé plus tard dans ce club par Henri Courtine.
La direction du Cercle sportif de jiu-jitsu sera reprise plus tard par Guy Verrier, quand celui-ci deviendra professeur à son tour.
Le 5 décembre 1946, création officielle de la Fédération française de judo et de jujitsu par Paul Bonet-Maury qui est élu président et qui deviendra par la suite la Fédération française de judo-jujitsu, kendo et disciplines associées.

### Le Collège des ceintures noires
Le 9 novembre 1947, à la création du Collège des ceintures noires, Jean Andrivet est élu 1er président de la nouvelle instance, et ce, jusqu’en 1952.
Le 1er février 1948, le Jiu-Jitsu-Club de France devient le Judo-Club de France et déménage vers le boulevard Auguste-Blanqui dans le 13e arrondissement de Paris, dans le même immeuble que les sièges de la FFJJ et du Collège des ceintures noires.
Le 30 novembre 1948, il participe à Marseille, avec l'ensemble des pionniers du judo français, à l'accueil du retour en France de Mikinosuke Kawaishi, à sa descente du paquebot l'André Lebon en provenance de Yokohama (Japon). Sont également présents et très émus : Bonet-Maury, de Herdt, Pimentel, Birnbaum, Roussel, Imbert, Bogaert, Sauvenière, Godet et Zin.
Quelques mois auparavant, celui-ci déclare dans la revue Judo-Jiu-Jitsu : « Kawaishi Shi Han était et demeure notre maître et notre père tout à la fois. Un maître lorsqu'il s'agissait de nous initier aux subtiles techniques du Judo. Un père quand, aux prises avec des enfants souvent terribles, il réprimait impitoyablement tout écart, mais qui savait aussi étendre sur eux son affectueuse sollicitude. Qui de nous n'a pas eu l'occasion de jouir des bienfaits qu'il dispensait sans compter et ne lui en garde une vive reconnaissance ? Que ne lui devons-nous pas, nous tous, jeunes et vieux, tant sur le plan matériel que moral ? Il a dû nous quitter et les esprits assoiffés de savoir et de perfection ressentent vivement son absence. Mais un espoir est né de le revoir parmi nous ».
Le 8 janvier 1949 à Paris, c'est lui qui accueille, en sa qualité de président du Collège des ceintures noires, par un long discours, maître Kawaishi. 
Il est notamment proposé à celui-ci d'accepter le titre de président du Collège des ceintures noires, ce qu'il refuse, affirmant qu'il est venu organiser le judo en Europe.
À la fin de la cérémonie, Jean Andrivet obtient son 3e dan des mains du Maître, en même temps que de Herdt, Bonet-Maury, Malaisé, et Verrier se voit remettre son 2e dan.
À la même époque, il participe avec Maitre Kawaishi, Shozo Awazu et Paul Bonet-Maury à des tournées de promotion du judo.
Le 19 janvier 1952, Jean Andrivet démissionne de la présidence du Collège des ceintures noires en raison d'un conflit survenu entre Kawaishi et la majorité du Collège.
La même année, il obtient son 4e Dan.
Durant la même décennie, il aménage et ouvre un nouveau dojo dans son pavillon de la rue des Gaillons à Saint-Cloud.

### Distinctions
Le 25 septembre 1957, à la suite de l'intervention de Georges Lamousse, sénateur et président d'honneur de la Fédération française de judo, il se voit conférer la Médaille d'Or de l’éducation physique et des sports par René Billères, ministre de l'Éducation nationale de la Jeunesse et des Sports.
Ayant été invité à assister aux Jeux olympiques d'été de 1964 à Tokyo, il se voit remettre la médaille d'honneur de bronze par la Fédération japonaise de judo.
Il est plus tard nommé président d'honneur du Collège des ceintures noires.
Atteint prématurément d'une surdité chronique qui va en s'aggravant, il est pratiquement coupé des contacts humains qu'il aime tant.
Il décède le 12 avril 1976 à son domicile de Sucy-en-Brie (Val-de-Marne).
Selon Claude Thibault, ancien international de judo et journaliste, « Jean Andrivet est resté fidèle aux préceptes de maître Kawaishi et a toujours considéré le judo comme un ensemble de principes dont aucun ne doit être sacrifié. »
Selon Jean de Herdt, « Jean Andrivet fait partie des grands pionniers qui ont travaillé sans relâche pour donner au judo ses lettres de noblesse et qui ne doivent jamais être oubliés. »